# Dəmirçilər
Dəmirçilər est un village d'Azerbaïdjan situé dans le raion de Khodjaly, ou Dzhrakhatsner (en arménien : Ջրահացներ) lorsqu'elle fut communauté rurale de la région d'Askeran, au Haut-Karabagh. La population s'élevait à 117 habitants en 2005.

## Histoire
Faisant partie de l'oblast autonome du Haut-Karabagh à l'époque soviétique, le village passe sous contrôle arménien pendant la première guerre du Haut-Karabakh et est administré dans le cadre de la région d'Askeran de la République d'Artsakh. Le 9 novembre 2020, le village est repris par l'Azerbaïdjan au cours de la deuxième guerre du Haut-Karabagh, ce qui est confirmé par les autorités arméniennes.